# Anisocyrta alpinicola
Anisocyrta alpinicola är en stekelart som beskrevs av Van Achterberg 1986. Anisocyrta alpinicola ingår i släktet Anisocyrta och familjen bracksteklar. Inga underarter finns listade i Catalogue of Life.